# 1304 az irodalomban
Az 1304. év az irodalomban.

## Születések
- július 20. – Francesco Petrarca, az egyik legnevesebb itáliai prehumanista költő († 1374)